# Jean-Jacques Delhaye
Jean-Jacques Delhaye (Papegem, 20 december 1933 - 15 november 1991), ook Jean-Joseph Delhaye genaamd, was een Belgisch volksvertegenwoordiger.

## Levensloop
Delhaye werd beroepshalve huisarts in Lessen.
Als militant van de Parti Socialiste Belge werd hij in oktober 1970 verkozen tot gemeenteraadslid van Lessen en was er van 1977 tot aan zijn dood in 1991 schepen onder burgemeester Fernand Delmotte.
Van 1981 tot 1985 zetelde hij namens het arrondissement Zinnik in de Kamer van volksvertegenwoordigers en hierdoor automatisch ook in de Waalse Gewestraad en de Raad van de Franse Gemeenschap. Bij de verkiezingen van 1985 was hij geen kandidaat meer.